# Édito de Worms
O Édito de Worms foi resultado de uma dieta imperial que teve lugar em 1521 (uma assembleia deliberativa formal) do Sacro Império Romano-Germânico convocada pelo imperador Carlos V e conduzida na Cidade Livre Imperial de Worms. Martinho Lutero foi convocado para a dieta a fim de renunciar ou reafirmar seus pontos de vista em resposta a uma bula papal do Papa Leão X. Em resposta ao questionamento, ele defendeu esses pontos de vista e se recusou a retratar-se. No final da dieta, o imperador emitiu o Édito de Worms (Wormser Edikt), um decreto que condenava Lutero como "um herege notório" e proibia os cidadãos do Império de propagar suas ideias. Embora a Reforma Protestante seja geralmente considerada como tendo começado em 1517, o édito sinaliza o primeiro cisma aberto.
A dieta foi conduzida de 28 de janeiro a 25 de maio de 1521 no palácio Bischofshof em Worms, presidida pelo imperador. Outras dietas imperiais ocorreram em Worms nos anos de 829, 926, 1076, 1122, 1495 e 1545, mas, a menos que seja claramente qualificado, o termo "Dieta de Worms" geralmente se refere à assembleia de 1521.

## Antecedentes
Em junho de 1520, o Papa Leão X emitiu a bula papal Exsurge Domine ("Levanta-te, ó Senhor"), descrevendo 41 supostos erros encontrados nas 95 teses de Martinho Lutero  e outros escritos relacionados ou escritos por ele. Lutero atraiu pela primeira vez a atenção das autoridades eclesiásticas após a publicação de suas teses (escritas em 1517) em 1518. Em resposta à bula, Lutero se recusou a negar suas ideias, ele continuou a pregar, escrever e publicar ataques à Igreja e ainda, no dia 10 de dezembro de 1520 Lutero queima publicamente uma cópia da Exsurge Domine, uma clara indicação de sua resposta à bula papal. Essa atitude de Lutero levou o Papa Leão X a emitir uma outra bula, publicada em 3 de janeiro de 1521, a Decet Romanum Pontificem, que o excomungava  formalmente da Igreja.
Apesar da condenação religiosa ter sido oficialmente declarada pela bula Decet Romanum Pontificem, a situação de Martinho Lutero ainda precisava ser debatida pelas autoridades seculares. Como o imperador Carlos V havia concordado em sua coroação de que nenhum alemão deveria ser condenado a menos que seu caso fosse ouvido na Alemanha por um painel imparcial de juízes, em uma carta datada de 6 de março de 1520, o imperador convoca Lutero para a dieta que estava para acontecer na cidade de Worms. A carta não falava de uma revogação, que Lutero deveria realizar, mas indicava que a Dieta de Worms queria informações sobre os livros que Lutero havia escrito.
Havia, porém uma questão que preocupava Lutero e seus apoiadores: a sua segurança. Através de negociações conduzidas por Frederico III, um dos seus pricipais apoiadores, Lutero recebeu salvo-conduto, uma garantia de que ele poderia ir e voltar da audiência sem riscos. Essa proteção foi essencial para que Lutero comparecesse à dieta, especialmente após o tratamento de Jan Hus, que foi julgado e executado no Concílio de Constança  em 1415, apesar de uma promessa de salvo-conduto.
Perante a dieta no dia 17 de abril de 1521, Lutero foi confrontado com duas perguntas: se reconhecia como seus os livros apresentados e se estava disposto a retratar-se das ideias neles contidas. Lutero confirmou a autoria das obras, mas solicitou um dia para refletir sobre a segunda questão, o que lhe foi concedido. Na sessão do dia seguinte, Lutero se recusou a retratar-se. Ele defendeu sua recusa com base na autoridade da Bíblia  e na própria consciência, dizendo que não poderia ir contra sua fé a menos que fosse convencido por argumentos claros baseados nas Sagradas Escrituras. Como consequência direta da não retratação de Lutero, o imperador Carlos V decidiu condenar formalmente Lutero, o que levou à emissão do Édito de Worms.

## Martinho Lutero

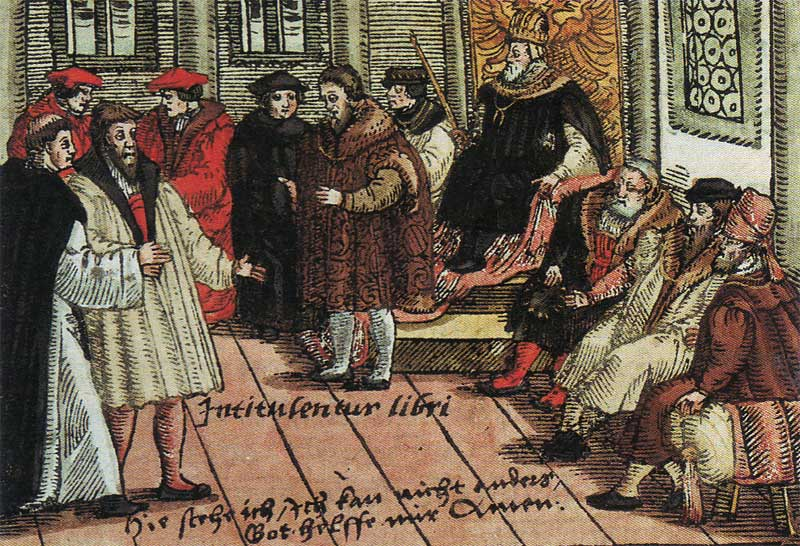
Lutero em Worms, xilogravura colorizada de 1577

Os principais eventos da Dieta de Worms relacionados a Lutero ocorreram de 16 a 18 de abril de 1521.
Em 16 de abril, Lutero chegou a Worms. Foi-lhe dito para comparecer diante da dieta às 16 horas do dia seguinte. Jerônimo Schurff, professor de direito canônico de Wittenberg, foi o advogado de Lutero perante a dieta. O Papa não compareceu.

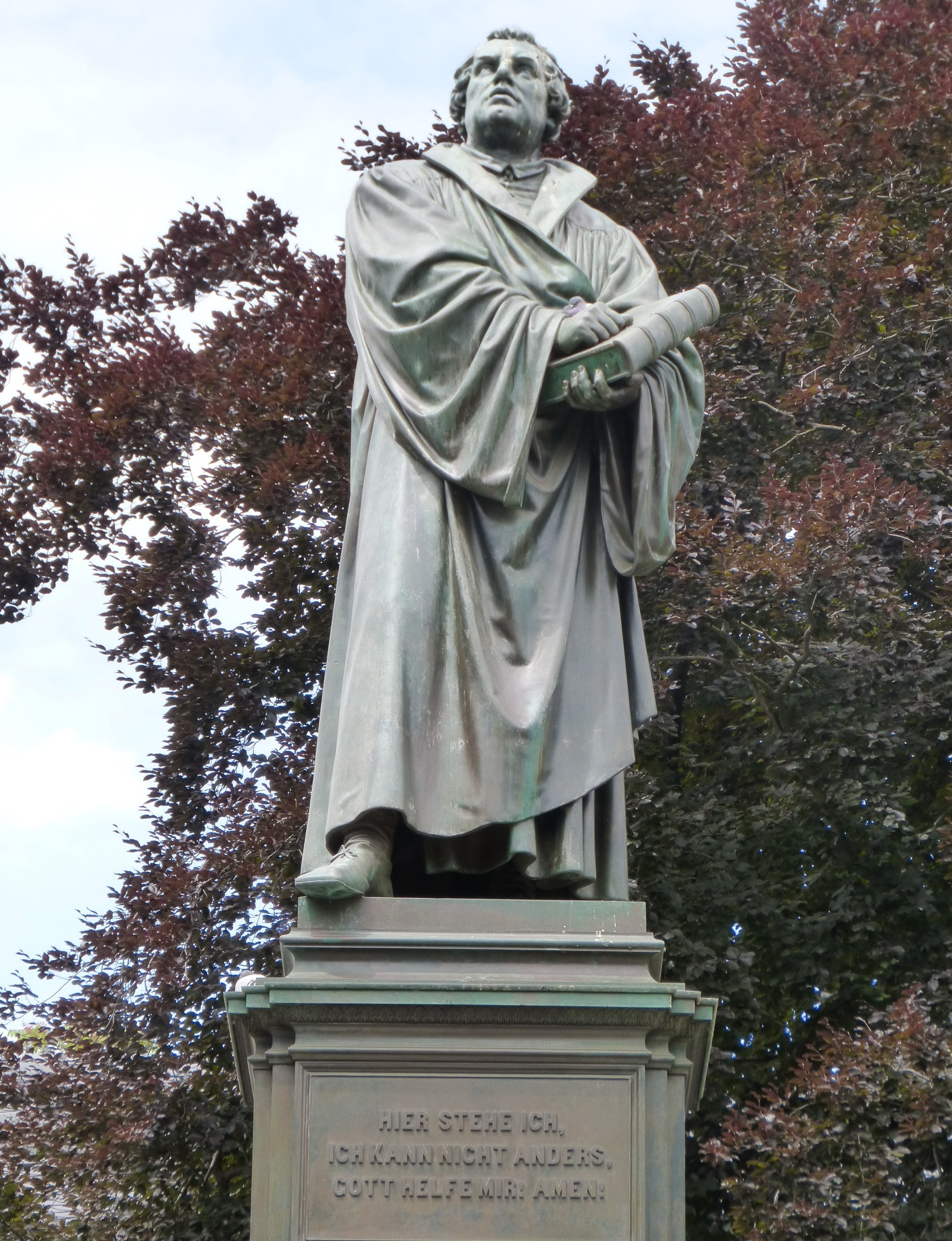
A estátua de Lutero em Worms, Alemanha

Em 17 de abril, o marechal imperial, Ulrich von Pappenheim, e o arauto, Caspar Sturm, vieram buscar Lutero. Pappenheim lembrou Lutero de que ele deveria falar apenas em resposta a perguntas diretas do oficial presidente, Johann von Eck. Eck perguntou se uma coleção de livros era de Lutero e se ele estava pronto para revogar suas heresias. Schurff disse: "Por favor, leiam os títulos". Havia 25 deles, provavelmente incluindo As Noventa e cinco teses, Resoluções sobre as 95 teses, Sobre o papado em Roma, À nobreza cristã da nação alemã, Sobre o cativeiro babilônico da Igreja, e Sobre a liberdade de um cristão. Lutero solicitou mais tempo para uma resposta adequada, então foi-lhe concedido até o dia seguinte às 16 horas.

Em 18 de abril, Lutero, dizendo que havia orado por longas horas e consultado amigos e mediadores, apresentou-se diante da dieta. Quando o conselheiro lhe fez as mesmas perguntas, Lutero primeiro se desculpou por não ter a etiqueta da corte. Então respondeu: "Todos são meus, mas quanto à segunda pergunta, eles não são todos do mesmo tipo." Lutero passou a classificar os escritos em três categorias: (1) Obras que foram bem recebidas até mesmo por seus inimigos: essas ele não rejeitaria. (2) Livros que atacavam os abusos, mentiras e desolação do mundo cristão e do papado: esses, Lutero acreditava, não poderiam ser rejeitados com segurança sem encorajar a continuação dos abusos. Retratar-se deles seria abrir a porta para mais opressão, disse ele. "Se eu agora me retratasse destes, então, não estaria fazendo nada além de fortalecer a tirania". (3) Ataques a indivíduos: ele se desculpou pelo tom áspero desses escritos, mas não rejeitou a substância do que ensinava neles; se pudesse ser mostrado pela Escritura que seus escritos estavam em erro, Lutero continuou, ele os rejeitaria. Lutero então concluiu, dizendo:
Citação: A menos que eu seja convencido pelo testemunho das Escrituras ou por razão clara (pois não confio nem no papa nem nos concílios sozinhos, já que é bem conhecido que eles muitas vezes erraram e se contradisseram), estou vinculado pelas Escrituras que citei e minha consciência é cativa da Palavra de Deus. Não posso e não me retratarei de nada, pois não é seguro nem correto ir contra a consciência. Que Deus me ajude. Amém.
Segundo Lutero, Eck informou a Lutero que ele estava agindo como um herege:
Citação: "Martinho", disse ele, "não há uma das heresias que rasgaram o seio da igreja, que não tenha derivado sua origem das várias interpretações da Escritura. A própria Bíblia é o arsenal de onde cada inovador tirou seus argumentos enganosos. Foi com textos bíblicos que Pelágio e Ário mantiveram suas doutrinas. Ário, por exemplo, encontrou a negação da eternidade do Verbo—uma eternidade que você admite, neste versículo do Novo Testamento—José não conheceu sua esposa até que ela deu à luz seu filho primogênito; e ele disse, da mesma forma que você diz, que esta passagem o acorrentava. Quando os pais do concílio de Constança condenaram esta proposição de João Hus—A igreja de Jesus Cristo é apenas a comunidade dos eleitos, eles condenaram um erro; pois a igreja, como uma boa mãe, abraça em seus braços todos os que levam o nome de cristão, todos os que são chamados a desfrutar da beatitude celestial."
Conferências privadas foram realizadas para determinar o destino de Lutero, mas ele não foi preso em Worms. Através de negociações por seu príncipe, Frederico III, Lutero recebeu uma carta de salvo-conduto para ir e voltar da audiência. Após sua dispensa, partiu para sua casa em Wittenberg. No entanto, temendo pela segurança de Lutero, Frederico III enviou homens para fingir um ataque na estrada e sequestrar Lutero, escondendo-o no Castelo de Wartburg. Disfarçado como um cavaleiro, foi mantido em custódia protetiva no Castelo de Wartburg por quase um ano (início de maio de 1521 até início de março de 1522). "Lá, bem acima das colinas circundantes", disse Lutero, ele estava instalado na terra dos pássaros. Foi um descanso apropriado para aquele que o Mestre-cantor de Nuremberg Hans Sachs chamou de "o rouxinol de Wittenberg".
O Édito de Worms foi um decreto emitido em 25 de maio de 1521 pelo Imperador Carlos V. Seu conteúdo proscrevia os escritos de Lutero, declarando-o herege e inimigo do estado, até mesmo permitindo que qualquer um matasse Lutero sem consequência legal; o banimento imperial. Embora nunca tenha sido aplicado, (o movimento pela reforma e proteção dos apoiadores protestantes agiu em seu favor) os governantes católicos romanos procuraram suprimir Lutero e seus seguidores, e as viagens de Lutero foram restritas pelo resto de sua vida. Além de suas implicações políticas, o Édito de Worms teve profunda significância teológica. Carter Lindberg observa que a posição inabalável de Lutero em Worms ressaltou uma mudança fundamental no pensamento cristão, enfatizando a autoridade da Escritura sobre a hierarquia eclesiástica. Este momento cristalizou o princípio da sola scriptura, afirmando que a Bíblia, ao invés da tradição da igreja ou autoridade papal, é o guia definitivo para a fé e prática. O apelo de Lutero à consciência individual, guiada pela Escritura, estabeleceu o fundamento para a ênfase protestante na fé pessoal e interpretação.
Foi o auge de uma luta contínua entre Martinho Lutero e a Igreja Católica sobre a reforma, especialmente concernente à prática de doações para indulgências. No entanto, havia outras questões mais profundas que giravam em torno de ambos os aspectos teológicos: *Em um nível teológico, Lutero havia desafiado a autoridade absoluta do Papa sobre a Igreja ao manter que a doutrina das indulgências, como autorizada e ensinada pelo Papa, estava errada. Lutero mantinha que a salvação era somente pela fé (sola fide) sem referência às boas obras, esmolas, penitência, ou aos sacramentos da Igreja. Lutero mantinha que os sacramentos eram um "meio de graça", significando que enquanto a graça era transmitida através dos sacramentos, o crédito pela ação pertencia a Deus e não ao indivíduo.

## Contexto e Repercussões do Édito
O Édito de Worms foi um decreto emitido em 25 de maio de 1521 pelo Imperador Carlos V. Redigido pelo núncio papal Girolamo Aleandro  e publicado em latim e alemão, o documento proscrevia os escritos de Lutero, declarando-o herege e inimigo do estado, até mesmo permitindo que qualquer um matasse Lutero sem consequência legal; o banimento imperial. Além disso, o édito marginalizava Lutero e todos os que lhe dessem apoio. Os súditos foram proibidos de ajudar ou mesmo se comunicar com Lutero sob pena de aprisionamento e confisco de propriedade. Assim, o édito criminaliza efetivamente Lutero e seus apoiadores, tratando-os como foras da lei que ameaçavam a "paz pública" interna do Império.
Esse documento que reprimia Lutero, no entanto, não pode ser entendido como uma imposição de força episcopal, uma vez que a própria origem do édito revela uma crise de autoridade da igreja. Mesmo após a bula que o excomungava, o fato do imperador não tê-lo declarado automaticamente fora da lei e de ouvi-lo antes de qualquer sentença civil demonstra que as decisões papais já não eram mais aceitas como definitivas. O núncio papal Girolamo Aleandro relatou, em carta de 1521, o clima hostil à autoridade papal durante sua chegada a Worms, descrevendo uma população amplamente favorável a Lutero e hostil ao papa. Essa percepção, mesmo que exagerada, evidencia um abalo na obediência papal. 
No plano politico, o Édito também demostrou os limites da autoridade imperial. Embora tenha sido oficialmente emitido, a aplicação prática do édito nunca ocorreu sua aplicação foi dificultada por vários fatores: a proteção dos apoiadores protestantes, a fragmentação territorial, a autonomia dos príncipes e a ausência frequente de Carlos V no império são alguns dos elementos que impediram a imposição efetiva do édito. O fracasso na aplicação efetiva do Édito de Worms acabou por reforçar essa autonomia dos príncipes alemães dentro do Sacro Império Romano-Germânico. Muitas dessas autoridades locais passaram a proteger e adotar as ideias reformistas  não apenas por convicções religiosas, mas também como uma forma de afirmar sua independência frente ao controle imperial e eclesiástico. Nesse contexto, o Édito, que originalmente buscava preservar a unidade do império e da fé católica, acabou servindo como catalisador para a consolidação de poderes locais e para a crescente fragmentação política e religiosa da Europa. 
Além de suas implicações políticas, o Édito de Worms teve profunda significância teológica e permaneceu sendo a base legal no império para o tratamento das reformas até a Paz de Augsburgo, assinada em 1555. Carter Lindberg observa que a posição inabalável de Lutero em Worms ressaltou uma mudança fundamental no pensamento cristão, enfatizando a autoridade da Escritura sobre a hierarquia eclesiástica. Este momento cristalizou o princípio da sola scriptura, afirmando que a Bíblia, ao invés da tradição da igreja ou autoridade papal, é o guia definitivo para a fé e prática. O apelo de Lutero à consciência individual, guiada pela Escritura, estabeleceu o fundamento para a ênfase protestante na fé pessoal e interpretação.
Foi o auge de uma luta contínua entre Martinho Lutero e a Igreja Católica sobre a reforma, especialmente concernente à prática de doações para indulgências. No entanto, havia outras questões mais profundas que giravam em torno de ambos os aspectos teológicos: *Em um nível teológico, Lutero havia desafiado a autoridade absoluta do Papa sobre a Igreja ao manter que a doutrina das indulgências, como autorizada e ensinada pelo Papa, estava errada. Lutero mantinha que a salvação era somente pela fé (sola fide) sem referência às boas obras, esmolas, penitência, ou aos sacramentos da Igreja. Lutero mantinha que os sacramentos eram um "meio de graça", significando que enquanto a graça era transmitida através dos sacramentos, o crédito pela ação pertencia a Deus e não ao indivíduo.

## Consequências
Quando Martinho Lutero finalmente emergiu de Wartburg, o imperador, distraído com outros assuntos, não pressionou pela prisão de Lutero. Em última análise, por causa do crescente apoio público a Lutero entre o povo alemão e a proteção de certos príncipes alemães, o Édito de Worms nunca foi aplicado na Alemanha. No entanto, nos Países Baixos dos Habsburgos, compreendendo a atual Bélgica, Luxemburgo e Holanda, o Édito foi inicialmente aplicado contra os apoiadores mais ativos de Lutero. Isso poderia ser feito porque esses países estavam sob o domínio direto do imperador Carlos V e sua regente nomeada, Margarida da Áustria, duquesa de Saboia e tia de Carlos.
Em dezembro de 1521, Jacob Proost, prior do mosteiro agostiniano em Antuérpia, foi o primeiro clérigo apoiador de Lutero a ser preso e processado sob os termos do Édito de Worms. Em fevereiro de 1522, Proost foi obrigado a fazer retratação pública e repúdio aos ensinamentos de Lutero. Mais tarde naquele ano, prisões adicionais foram feitas entre os agostinianos em Antuérpia. Dois monges, Jan van Essen e Hendrik Vos, recusaram-se a retratar-se; em 1º de julho de 1523, eles foram queimados na fogueira em Bruxelas.
As Dietas de Nuremberg de 1522 e 1524 tentaram executar o julgamento do Édito de Worms contra Lutero, mas falharam, refletindo a crescente divisão entre as autoridades imperiais e as autoridades territoriais simpatizantes da Reforma Protestante.
O Édito de Worms também incorporou uma medida de censura preventiva derivada da bula papal Inter sollicitudines de 1515. Tornou-se obrigatória a aprovação do bispo local e da faculdade teológica para que um texto fosse publicado, mesmo que a publicação não abordasse temas relacionados com a religião ela precisaria ser igualmente aprovada. Esse mecanismo visava impedir a propagação de ideias críticas à Igreja e controlar o que poderia circular no mercado editorial, ao criar uma vigilância ideologica que impacta não só os ideais luteranos mas todos os intelectuais que oussasem questionar a ortodoxia vigente.
1. 1 2  Lindberg, Carter. The European Reformations. Wiley-Blackwell, 2009, pp. 185–186.
2. ↑  Lindberg, Carter (2021). The European reformations (3rd ed.). Chichester, United Kingdom Hoboken, New Jersey: John Wiley & Sons. p. 72. ISBN 978-1-119-64081-3
3. ↑  Dieter, Theodor (2021). «Another Quincentennial: The Diet and Edict of Worms (1521)». Lutheran Quarterly (1): 1–17. ISSN 2470-5616. doi:10.1353/lut.2021.0001. Consultado em 3 de junho de 2025
4. ↑  Mark, Joshua J. «Diet of Worms». World History Encyclopedia (em inglês). Consultado em 22 de junho de 2025
5. ↑  Dieter, Theodor (2021). «Another Quincentennial: The Diet and Edict of Worms (1521)». Lutheran Quarterly (1): p. 4. ISSN 2470-5616. doi:10.1353/lut.2021.0001. Consultado em 22 de junho de 2025
6. ↑  Gruber, L. Franklin (janeiro–abril 1918). «The Wittenberg Originals of the Luther Bible». The University of Chicago Press on behalf of the Bibliographical Society of America. 12 (1-38): 1. JSTOR 24295672
7. ↑  Schaff, Philip (2015). History of the Christian Church. [S.l.]: Arkrose Press. p. 145. ISBN 978-1346209654
8. ↑  Wangelin, Rev William (19 de abril de 2021). Michigan District, LCMS, ed. «Luther at the Diet of Worms – Part 1» (em inglês). Consultado em 10 de fevereiro de 2025
9. 1 2  Oberman, Heiko, Luther: Man Between God and the Devil, New Haven: Yale University Press, 2006, ISBN 0-300-10313-1.
10. ↑  Brecht, Martin. Martin Luther. tr. James L. Schaaf, Philadelphia: Fortress Press, 1985–1993, 1:460.
11. ↑  Martin Luther. «Life of Luther (Luther by Martin Luther)»
12. ↑  The European Reformations. [S.l.]: Wiley. 2020 ISBN 978-1-119-64081-3
13. ↑  Lamal, Cumby, Helmers, Nina, Jamie, Helmer J (2021). Print and Power in Early Modern Europe (1500–1800), (em inglês). [S.l.]: Brill. p. 7. ISBN 978-90-04-44889-6
14. ↑  «Edict of Worms». Consultado em 21 de outubro de 2023
15. ↑  Lindberg, Carter. The European Reformations. Wiley-Blackwell, 2009, pp. 185–186.
16. ↑  Noll, Mark A. (2000). Turning Points: Decisive Moments in the History of Christianity. Grand Rapids, MI: Baker Academic. p. 160. ISBN 978-0-8010-1159-7
17. ↑  Graebner, Augustus Lawrence. «Outlines of Doctrinal Theology». Saint Louis, Missouri: Concordia. p. 161. Consultado em 15 de fevereiro de 2012. Cópia arquivada em 21 de janeiro de 2012
18. 1 2 3  Lindberg, Carter, ed. (20 de abril de 2020). The European Reformations (em inglês), 1 ed. [S.l.]: Wiley, p. 109. Consultado em 3 de junho de 2025.
19. ↑  Wilson, Peter H. (29 de fevereiro de 2016). Heart of Europe. [S.l.]: Harvard University Press. Consultado em 3 de junho de 2025
20. ↑  Lindberg, Carter, ed. (20 de abril de 2020). The European Reformations (em inglês), 1 ed. [S.l.]: Wiley, p. 109. Consultado em 3 de junho de 2025.
21. ↑  Noll, Mark A. (2000). Turning Points: Decisive Moments in the History of Christianity. Grand Rapids, MI: Baker Academic. p. 160. ISBN 978-0-8010-1159-7
22. ↑  Graebner, Augustus Lawrence. «Outlines of Doctrinal Theology». Saint Louis, Missouri: Concordia. p. 161. Consultado em 15 de fevereiro de 2012. Cópia arquivada em 21 de janeiro de 2012
23. ↑  Brecht, Martin. Martinho Lutero. tr. James L. Schaaf, Filadélfia: Fortress Press, 1985–93, 2: 102ff.
24. ↑  Brecht, Martin. Martinho Lutero. tr. James L. Schaaf, Filadélfia: Fortress Press, 1985–93, 2: 102ff.
25. ↑  Jacobs, Henry Eyster; Haas, John Augustus William (1899). The Lutheran Cyclopedia (em inglês). [S.l.]: Scribner. Consultado em 23 de maio de 2025
26. ↑  Dieter, Theodor (2021). «Another Quincentennial: The Diet and Edict of Worms (1521)». Lutheran Quarterly (1): p. 11-12. ISSN 2470-5616. doi:10.1353/lut.2021.0001. Consultado em 22 de junho de 2025